# La Rufina

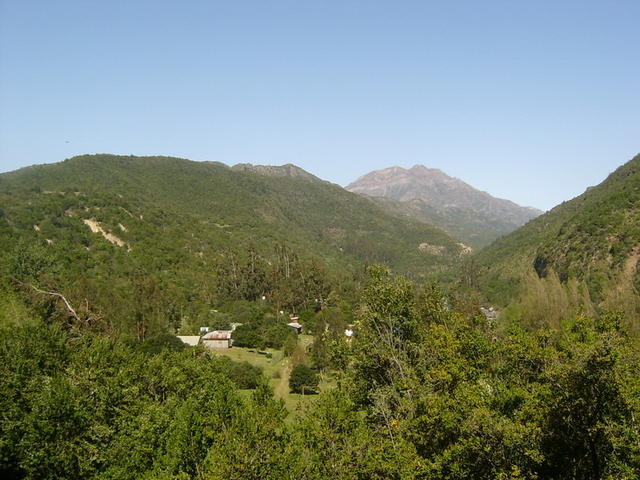
Vista de La Rufina.

La Rufina es una localidad precordillerana chilena, ubicada a 27 km al este de San Fernando, comuna de la cual depende administrativamente, en la Región de O'Higgins. 
Con un agreste paraje, en camino a las Termas del Flaco, el poblado de La Rufina está rodeado por las aguas de los ríos Claro y Tinguiririca, además de otras quebradas y rincones, entre la precordillera andina y las sierras de Bellavista. Sus condiciones naturales la hacen apta para pícnic, excursionismo, pesca y caza.
En enero de 1999 la localidad se vio afectada por uno de los incendios forestales de mayor magnitud en Chile desde que existe registro, donde se vieron afectadas un total de 25 389 hectáreas, de las cuales 24 487 correspondían a plantaciones.